# 복사 (사격)
복사(伏射, 영어: Prone)는 사격 자세의 일종으로서, 바닥에 배를 깔고 엎드린 자세로 사격하는 자세이다. ‘엎드려 쏴’자세라고도 한다. 입사, 슬사와 함께 소총 사격의 기본적인 세 가지 자세들 중 하나이다.
복사 자세는 입사와 슬사 자세에 비해 무게 중심이 낮고 지면에 접촉하는 신체 면적이 넓기 때문에, 3가지 자세들 중 가장 안정된 사격 자세이다.
국제식 사격에서는 사격 자켓에 붙어있는 가죽끈으로 총을 받치는 팔(오른손잡이의 경우 왼팔)을 지지한다.
50m 소총과 300m 소총 종목의 3자세 경기와 복사 경기에서 이 자세로 사격한다.